# 지방도 제413호선
지방도 제413호선은 강원도 영월군 북면 문곡리와 평창군 미탄면 창리를 잇던 강원도의 지방도이다.
2008년 1월에 폐지되어 지방도 제415호선과 통합되었다.

## 연혁
- 2003년 2월 15일 : 노선 폐지 및 재지정[1]
- 2008년 1월 11일 : 지방도 제415호선에 통합[2]

## 과거 노선
- 영월군
  - 북면 문곡삼거리(국도 제31호선과 분기) - 마차리 - 율치재

- 평창군
  - 미탄면 율치재 - 율치리 - 창리삼거리(국도 제42호선과 분기)